# Marco-Polo-Tower
Der Marco-Polo-Tower (Eigenschreibweise: Marco Polo Tower) ist ein Wohnhaus im Stadtteil HafenCity im Hamburger Bezirk Mitte. Er bildet gemeinsam mit dem benachbarten Unilever-Haus ein auffälliges Gebäudeensemble an der Norderelbe.

## Geographie
Der Marco-Polo-Tower befindet sich im westlichen Teil des HafenCity-Quartiers Strandkai. Er wurde auf der dreieckigen, nach Westen spitz zulaufenden Kaizunge erbaut, die im Süden durch die Norderelbe und im Norden durch den Grasbrookhafen begrenzt wird. Östlich grenzt das Unilever-Haus an den Marco-Polo-Tower, im Nordosten befindet sich die öffentliche Freifläche Marco-Polo-Terrassen. Auf dem westlichen Teil der Kaizunge soll teils staatlich geförderte Wohnbebauung entstehen; der Baubeginn war für das Jahr 2017 vorgesehen.

## Stil
Beim Marco-Polo-Tower handelt es sich um eine Stahlbetonskelettkonstruktion. Jedes Geschoss ist im Vergleich zu den umgebenden Geschossen ein paar Grad um die Achse des Gebäudes gedreht. Dadurch werden die zurückgesetzten Fassaden durch die überhängenden Terrassen der weiter oben gelegenen Wohnungen vor direkter Sonneneinstrahlung geschützt; außerdem variiert so das äußere Erscheinungsbild des Gebäudes je nach Blickrichtung, was Die Welt das Gebäude als eine „bewohnbare Skulptur“ beschreiben ließ. Bis zur zwölften Etage werden die Geschosse mit zunehmender Höhe ausladender; die im Durchmesser kleinste Etage ist mithin das Erdgeschoss, die größte Etage die zwölfte. Die oberen vier Etagen sind im Durchmesser etwas kleiner und Wohnungen vorbehalten, die jeweils mindestens eine Etage umfassen. Die alle Wohnungen umgebenden Terrassen sind von geschwungener Form und kragen unterschiedlich weit aus, was neben der Drehung der Etagen um die Mittelachse das äußere Erscheinungsbild des Hauses prägt, das Der Spiegel als „eigenwillig geschwungenen Luxusbau“ bezeichnete; die FAZ sah einen „auf der Spitze balancierenden, effektvoll zerdellten Trichter“. Im Hamburger Volksmund wird das Gebäude aufgrund seiner ungewöhnlichen Form auch als „Dönerspieß“ bezeichnet.
Die Stützen des Hauses stehen nicht übereinander; die Lasten einzelner Stützenstränge werden über Wandscheiben umgeleitet, und die Aussteifung des Gebäudes erfolgt größtenteils durch den Treppenhaus- und Aufzugskern. Die Kühlung des Turms erfolgt zum Teil über Vakuumkollektoren auf dem Dach, die Sonneneinstrahlung mittels eines Wärmeaustauschers in Kälte umwandeln und über das Haus verteilen. Auf dem Dach befinden sich auch Solarkollektoren, die im Rahmen ihrer Kapazitäten das Gebäude mit Energie für das Heizwasser versorgen. Die Empfangshalle erstreckt sich über zwei Etagen, wobei im ersten Stock zurückgesetzte Gewerbeflächen einen Ring um die Halle bilden.

## Geschichte
Der städtebauliche Entwurf für das umgebende Strandkai-Quartier stammt vom Hamburger Büro Böge Lindner Architekten. Bauherr des Marco-Polo-Tower ist die Projektgesellschaft Marco Polo Tower, ein Gemeinschaftsunternehmen von Hochtief (70 % Anteil) und Dahler & Company Immobilien (30 % Anteil). Baubeginn war Mitte 2007; Marco-Polo-Tower und Unilever-Haus wurden parallel erbaut. Das Richtfest des Wohnhauses fand am 3. April 2009 statt.
Die Wohnungen wurden unüblicherweise als Rohbau verkauft, so dass die Käufer für den Innenausbau verantwortlich waren, dafür aber entsprechende Gestaltungsfreiheit bei der Dimensionierung und Zweckbestimmung einzelner Räume hatten: Die Position von Innenwänden und Leitungen und damit die Positionierung einzelner Räume, auch Funktionsräume, innerhalb der Wohnung konnten vom Käufer bestimmt werden. Zur Unterstützung der Käufer wurden vom Bauherren sieben internationale Designbüros engagiert, darunter das Büro der Hamburger Architektin und Wohndesignerin Ulrike Krages.
Ein 2013 erstelltes Brandschutzgutachten deklarierte das Treppenhaus ab der achten Etage als im Brandfall ungeeigneten Fluchtweg. Anschließende Arbeiten an Brand- und Rauchschutztüren sollten die Probleme beseitigen.

### Auszeichnungen
- 2009: European Property Award in der Kategorie „Hochbauprojekt“[8]
- 2010: MIPIM-Award in der Kategorie „Wohngebäude“.
- 2011: Architekturpreis Beton des BDA[9]
- 2012: BDA Hamburg Architekturpreis[10]

## Nutzung
Für die Wohnungen, die zwischen 57 und 340 Quadratmeter Grundfläche haben, wurden Preise zwischen 309.000 und 3.750.000 Euro vor Innenausbau aufgerufen, was den Marco-Polo-Tower zeitweise zum teuersten Wohnhaus Hamburgs machte. Bereits im Juli 2010 waren 80 % der Wohnungen verkauft. Der Wohnbereich des Hauses beginnt im zweiten Stock; das Erdgeschoss und der die zweigeschossige Eingangshalle umrundende erste Stock sind Gewerbeflächen vorbehalten.
Der Wohnbereich des Gebäudes ist für die Öffentlichkeit nicht zugänglich. Zu den Mietern und Eigentümern gehören oder gehörten Gerald Asamoah, Patrick Owomoyela sowie ein Huhn namens Lotte. Im Erdgeschoss befinden sich kleine, von außerhalb des Gebäudes für Besucher zugängliche gastronomische Betriebe.